# Schweizer Pass

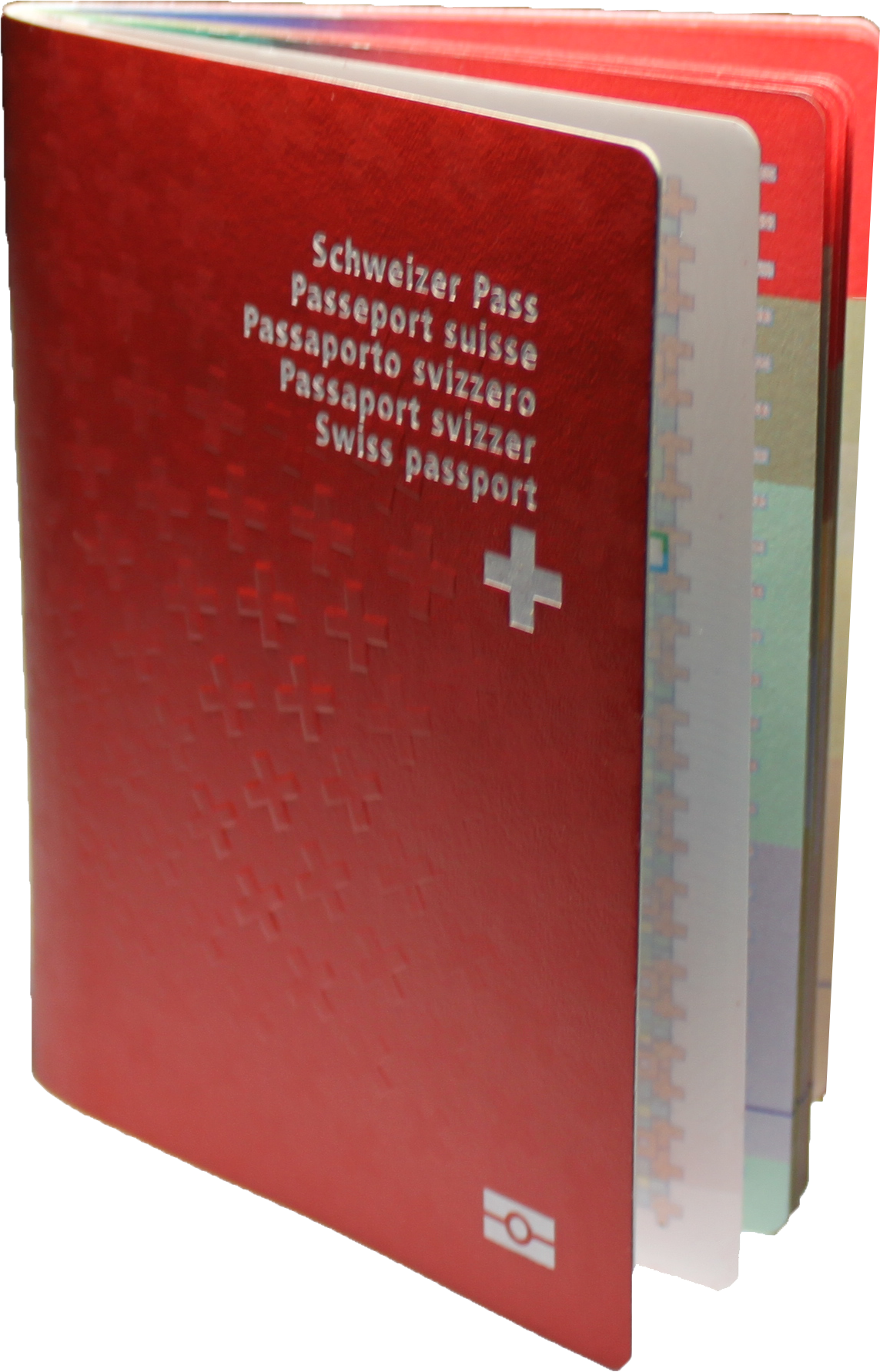
Schweizer Pass (Pass 06)

Der Schweizer Pass oder Schweizerpass (französisch Passeport suisse, italienisch Passaporto svizzero, rätoromanisch Passaport svizzer) ist der Reisepass der Schweizerischen Eidgenossenschaft. Schweizerische Identitätsausweise wie Pass und Identitätskarte fallen in der Schweiz in die Zuständigkeit des Bundesamts für Polizei fedpol. Der Bürgerrechtsnachweis wird dagegen beim Zivilstandsamt des Bürgerortes ausgestellt.
Per 31. Oktober 2022 wurde die neue Schweizer Passfamilie eingeführt.

## Geschichte
Die ersten Schweizer Pässe wurden 1915 ausgegeben, sie waren noch nicht im bekannten Rot gehalten, sondern von einer grau-grünen unbedruckten Hülle umgeben. 1932 wurde die zweite Serie erstellt, diese Pässe waren damals braun, besassen aber erstmals einen Aussenaufdruck, dessen Mitte der Schweizerschild zierte und seit 1959 tragen sie – bis heute – ihr charakteristisches Rot. Bis 1985 wurde der Pass in Französisch, Deutsch, Italienisch und Englisch (in dieser Reihenfolge) gedruckt; in der Serie des Passes 85 wurde die vierte, zuvor neu hinzugekommene, offizielle Landessprache (Rätoromanisch) in den Pass aufgenommen und die Reihenfolge in Deutsch, Französisch, Italienisch, Rätoromanisch und Englisch abgeändert.

## Pass 10

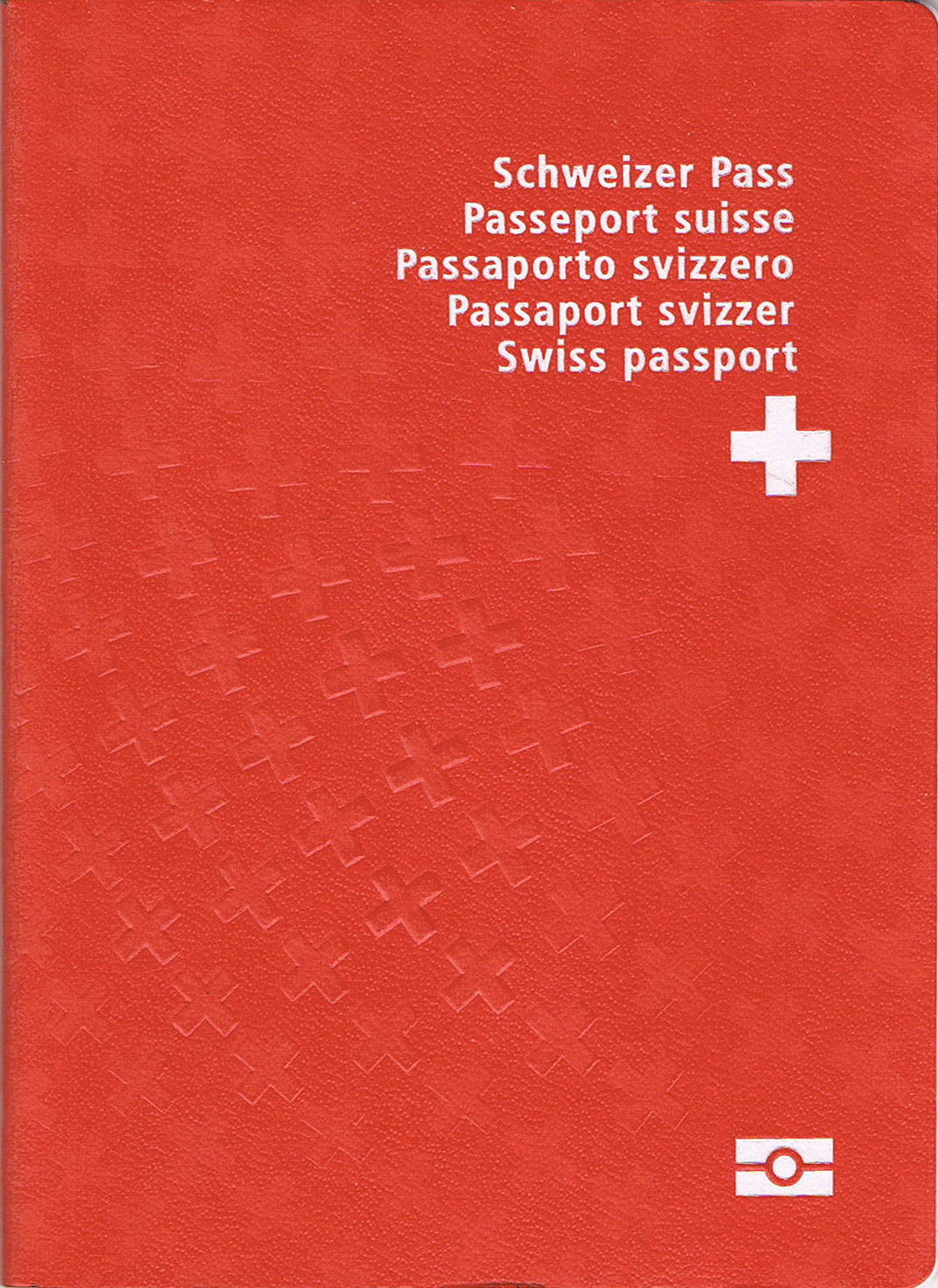
Schweizer Pass 10

### Aufbau
Wie der Pass 06 ist der E-Pass 10 mit einem RFID-Chip (Transponder) ausgerüstet. Der Pass 10 enthält 40 nummerierte Seiten und eine Informationskarte. Für Visa und Stempel stehen 36 Seiten zur Verfügung. Die erste nummerierte Seite dient der Unterschrift des Passinhabers und amtlichen Ergänzungen, die zweite und dritte nummerierte Seite listet die auf der Infokarte ersichtlichen Informationen in 26 verschiedene Sprachen übersetzt auf. Die letzte nummerierte Seite 40 erklärt die Handhabung des Passes und enthält die Informationen des Herausgebers in den vier Amtssprachen der Schweiz: Deutsch, Französisch, Italienisch und Rätoromanisch. Jede Seite ist anders gestaltet: Kantonswappen plus ein architektonisches Element auf den Seiten 8 bis 33, Farben des Hintergrundmotivs und Durchsichtregister.

### Infokarte
Die aus Plastik bestehende Infokarte des Passes enthält folgende Informationen:
- (links) Foto des Passinhabers
- Passtyp (PA – ohne biometrische Daten, PM – mit biometrischen Daten, PD - «Not-Pass»/temporär, PB – Diplomatischer Pass)
- Passcode (CHE = Confederatio Helvetica)
- Passnummer (im Pass: Pass Nr.)
- 01 Name
- 02 Vorname(n)
- 03 Nationalität (Schweiz)
- 04 Geburtsdatum (TT.MM.JJJJ)
- 05 Geschlecht (M/F)
- 06 Grösse (cm)
- 07 Heimatort (unterscheidet sich in der Regel vom Geburtsort. Letzterer steht nicht im Pass)
- 08 Ausstellungsdatum (im Pass: Ausgestellt am)
- 09 Ausstellende Behörde (im Pass: Behörde)
- 10 Gültigkeitsdauer (im Pass: Gültig bis)

Die Infokarte endet mit der maschinenlesbaren Zone (MRZ). Die Umlaute (ä, ü, ö) werden ausgeschrieben (ae, ue, oe). Weitere Sonderzeichen werden nach den Vorgaben der Internationalen Zivilluftfahrtorganisation (ICAO) umgesetzt.

### Namen mit Sonderzeichen
In der maschinenlesbaren Zone des Passes können keine Sonderzeichen verwendet werden. Diese werden entweder umschrieben (z. B. Müller → M U E L L E R) oder durch einfache Buchstaben ersetzt (z. B. Désirée → D E S I R E E). Das bedeutet, dass der Name im Dokument auf zweierlei Arten geschrieben ist, was – besonders im Ausland – für Verwirrung sorgen kann.

### Amtliche Bemerkungen
Auf der ersten Seite des Schweizer Passes steht eine elfte Information:
- 11 Amtliche Ergänzungen (wird nur auf Wunsch der antragstellenden Person eingetragen)

Beispielsweise wird bei gekürzten Namen (aufgrund der verfügbaren Zeilenlänge) der Name vollständig und in der korrekten Reihenfolge in den Amtlichen Ergänzungen aufgeführt.
Der Rufname kann in den Amtlichen Ergänzungen eingetragen werden.
Ebenfalls können Bemerkungen über Implantate und Behinderungen eingetragen werden.

### Sprache
Der Pass ist vollständig in den vier Landessprachen (Deutsch, Französisch, Italienisch und Rätoromanisch) sowie in Englisch (ausgenommen die letzte Seite, welche die Handhabung des Passes beschreibt) verfasst. Auf der Innenseite des hinteren Umschlags wird in 13 Sprachen, darunter 12 der in der Europäischen Union gesprochenen (Deutsch, Französisch, Italienisch, Rätoromanisch, Englisch, Dänisch, Finnisch, Griechisch, Irisch, Niederländisch, Portugiesisch, Schwedisch, Spanisch), erläutert, dass der Pass 40 nummerierte Seiten enthält.
Beim Pass 10, der seit dem Jahr 2010 ausgestellt wird, sind auf der Seite drei 13 weitere Sprachen hinzugefügt worden, um den ausländischen Behörden der im Jahr 2004 um 10 Länder erweiterten Europäischen Union mit der Übersetzung der Infokarte und den amtlichen Bemerkungen auf Seite eins entgegenzukommen und um mit Norwegisch und Isländisch die Sprachen der EFTA-Staaten zu berücksichtigen. Somit hat der Schweizer Pass nun insgesamt 26 Sprachen und übertrifft damit die Pässe in der Europäischen Union um drei Sprachen (Rätoromanisch, Isländisch und Norwegisch).

## Kosten und Gebühren
Nach der Ausweisverordnung ergeben sich aktuell folgende Gebühren:
Antragstellung vor Vollendung des 18. Lebensjahres
- Identitätskarte (IDK) – 30 Schweizer Franken
- Pass 10 – 60 Schweizer Franken
- Kombi (IDK und Pass 10) – 68 Schweizer Franken
- Provisorischer Pass – 100 Schweizer Franken (Gültigkeit: Dauer des Auslandaufenthaltes, allenfalls für die vom Einreiseland geforderte Dauer, jedoch für maximal zwölf Monate)

Antragstellung nach Vollendung des 18. Lebensjahres
- Identitätskarte (IDK) – 65 Schweizer Franken
- Pass 10 – 140 Schweizer Franken
- Kombi (IDK und Pass 10) – 148 Schweizer Franken
- Provisorischer Pass – 100 Schweizer Franken (Gültigkeit: Dauer des Auslandaufenthaltes, allenfalls für die vom Einreiseland geforderte Dauer, jedoch für maximal 12 Monate)

Pro Ausweis fallen fünf Schweizer Franken als Portokosten an. Der Reisepass und die Identitätskarte werden separat versandt, da sie verschiedene Produktionsstätten haben. Im Ausland berechnen sich die Ausweisgebühren nach dem Gegenwert in der entsprechenden Landeswährung und sind in dieser zu bezahlen, zuzüglich der für das betreffende Land anfallenden Versandspesen.

## Provisorischer Pass
Der provisorische Pass wird oft auch als Notpass bezeichnet. Er kann gemäss Ausweisverordnung in dringenden Fällen ausgestellt werden, wenn die Zeit zur Erlangung eines ordentlichen Passes nicht ausreicht, ein gültiger Ausweis nicht behändigt und vorgelegt werden kann oder ein gültiger Ausweis den Anforderungen eines Ziellandes nicht genügt. Zudem kann ein provisorischer Pass auch ausgestellt werden, wenn ohne einen solchen Pass die Rückreise in die Schweiz nicht möglich ist.
Der provisorische Pass ist technisch gesehen dasselbe wie der Pass 03. Auch nach dem 1. März 2010 wird der provisorische Pass keine biometrischen Daten beinhalten.
Auf dem Umschlag wird der provisorische Pass klar als solcher bezeichnet und am unteren Rand ist er zusätzlich mit einem weissen Band markiert. Im Unterschied zum Pass 03 umfasst der provisorische Pass nur 16 Seiten. Er enthält statt einer Polykarbonatkarte eine laminierte Sicherheitspapierseite mit den Personalien. Der provisorische Pass entspricht den internationalen Sicherheitsanforderungen für solche Dokumente und ist maschinenlesbar.
Der provisorische Pass ist im Ausland via Botschaft oder Konsulat zu beantragen.
In der Schweiz kann der provisorische Pass zum Beispiel von der Gemeinde oder dem Kanton beantragt bzw. ausgestellt werden, insbesondere auch am Flughafen Zürich von der Flughafenpolizei.
Der Pass ist nur für eine Reise gültig, bei der Einreise wird er vom Schweizer Zoll eingezogen.

## Austauschpass
Mit schriftlicher Begründung kann zu einem bestehenden Pass ein Austauschpass ausgestellt werden, wenn andernfalls eine Reise erschwert oder verunmöglicht würde. Einer der beiden Pässe muss jedoch gewöhnlicherweise bei der Ausstellenden Behörde hinterlegt bleiben.

## Die Pässe im Laufe der Zeit

### Aktueller Pass 22

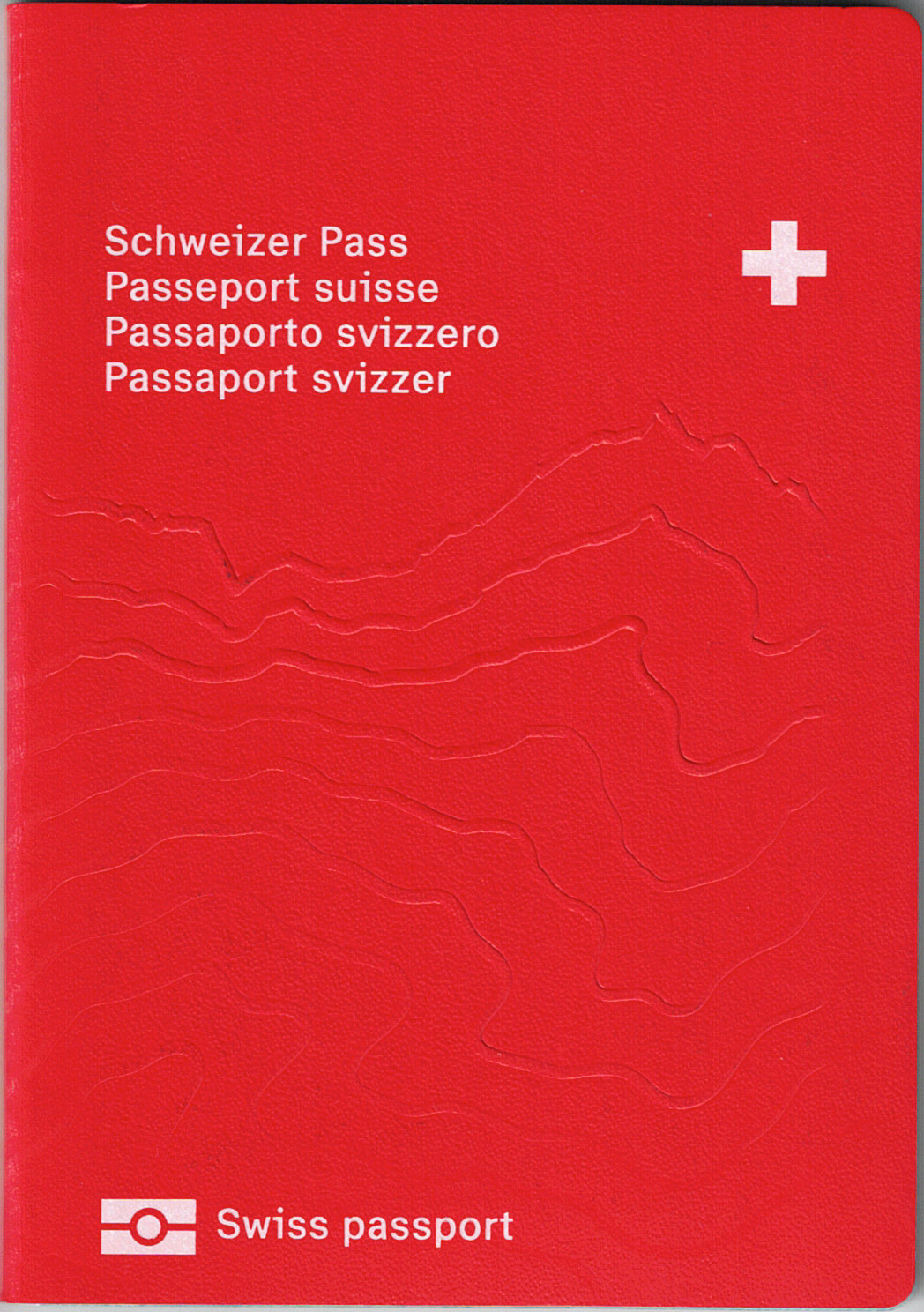
Schweizer Pass 22

Seit dem 31. Oktober 2022 wird die derzeit aktuelle Version des Schweizer Passes ausgegeben. Neu ist auch die «fünfte Schweiz» (Auslandschweizer) auf einer der Visaseiten vertreten. Die anderen Visaseiten zeigen die 26 Kantone.
Das Passdesign (u. a. die Personalienkarte) wurde komplett überarbeitet, das Antragsverfahren und die Funktionalitäten blieben unverändert.

### Pass 10
Die technischen Standards für elektronisch lesbare Pässe (auch E-Pass oder biometrischer Pass) wurden von der Internationalen Zivilluftfahrtorganisation (ICAO) festgelegt, in der auch die Schweiz einsitzt. Die Vereinigten Staaten hatten die Arbeiten der ICAO beschleunigt: Sie forderten nämlich, dass nach dem 25. Oktober 2006 ausgestellte Pässe, für eine visumsfreie Reise in und durch die Vereinigten Staaten, elektronisch lesbare Daten enthalten müssen.
Richtlinien für elektronische Pässe hat auch die Europäische Union erlassen. So sind die Schengen-Staaten seit 2006 verpflichtet, ausschliesslich E-Pässe auszustellen (ausgenommen Notpässe bzw. vorläufige Reisepässe). Die sogenannte EG-Ausweisverordnung ist für die Schweiz als assoziiertes Mitglied des Schengener Abkommens massgebend.
Seit dem 1. März 2010 wird der Pass 10 ausgegeben, welcher nur noch mit biometrischen Daten – Foto und Fingerabdrücke – erhältlich ist. Die Schweiz muss den Pass 10 ausstellen, um weiterhin dem Schengen-Raum anzugehören. Der Pass 10 ist ausser dem Datenchip praktisch identisch mit dem Pass 03/06. Die rechtlichen Grundlagen für den Pass 10 wurden nach einem fakultativen Referendum durch die Volksabstimmung vom 17. Mai 2009 mit 50,1 Prozent der Stimmen angenommen.

### Pass 06

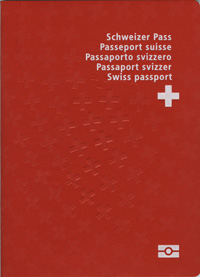
Schweizer Pass 06 mit Biometrie-Chip

Der Pass ist rot gefärbt und mit fühlbaren Schweizerkreuzen auf dem Umschlag versehen (Blindprägung). Der Pass ist mit «Schweizer Pass» (deutsch), «Passeport suisse» (französisch), «Passaporto svizzero» (italienisch), «Passaport svizzer» (rätoromanisch) und «Swiss passport» (englisch) in der oberen, rechten Ecke angeschrieben. Gleich darunter befindet sich in weiss ein Schweizerkreuz. Auch der Pass 06 ist mit einem RFID-Chip (Transponder) ausgerüstet. Der Pass 06 wurde ab 2006 als Übergangslösung eingeführt. Er sollte bloss bis zur definitiven Einführung des Passes 10 via Volksabstimmung eingeführt werden, der nun auch biometrische Daten enthält. Der Pass 06 wurde nur für eine Gültigkeit von fünf Jahren produziert, weil er zur Sammlung von Erfahrungen dieser neuen Version vorgesehen war. Die Preise für diese Version wurden drastisch erhöht, weil die Umlaufmenge dieser Version sehr klein war und die Kosten somit auf den Bürger abgewälzt wurden. Der ab 2006 herausgegebene biometrische Pass 06 enthält zusätzlich unten rechts das Logo des RFID-Chips zur Kennzeichnung biometrischer Pässe.
Der ältere Pass 03 ist weiterhin gültig, konnte allerdings aufgrund der Schengenraum-Regeln nur bis zum 15. Februar 2010 beantragt werden.

### Pass 03

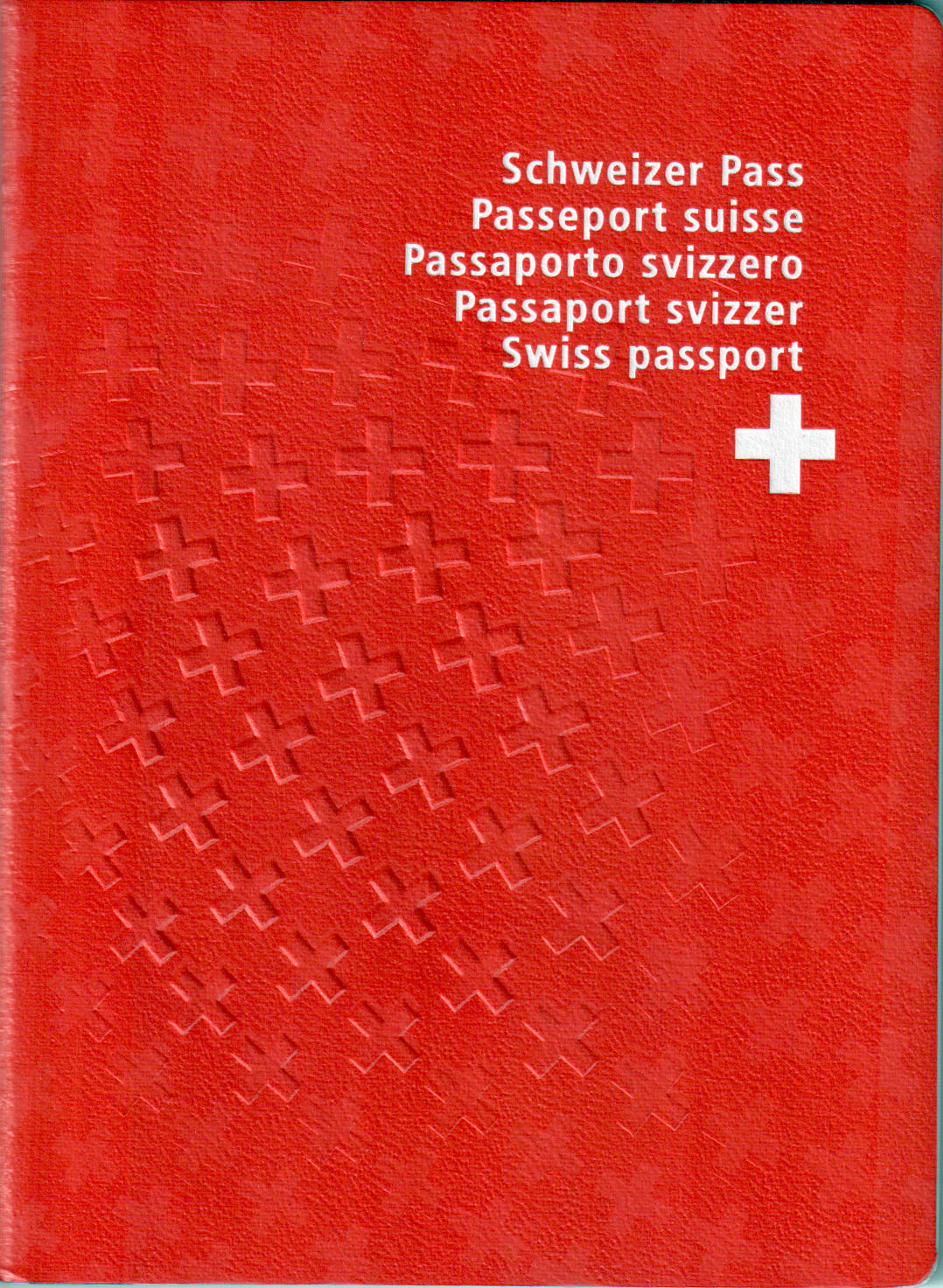
Schweizer Pass 03 ohne Biometrie-Chip

Der Pass 03 wurde am 1. Januar 2003 als Ablösung des Passes 85 eingeführt, da dieser den internationalen Standards nicht mehr entsprach. Der Pass 03 ist auch der erste Pass, der zuvorderst mit einer maschinenlesbaren Polykarbonat-Karte ausgestattet ist. Er ist abgesehen vom Fehlen biometrischer Daten identisch mit dem Pass 06.

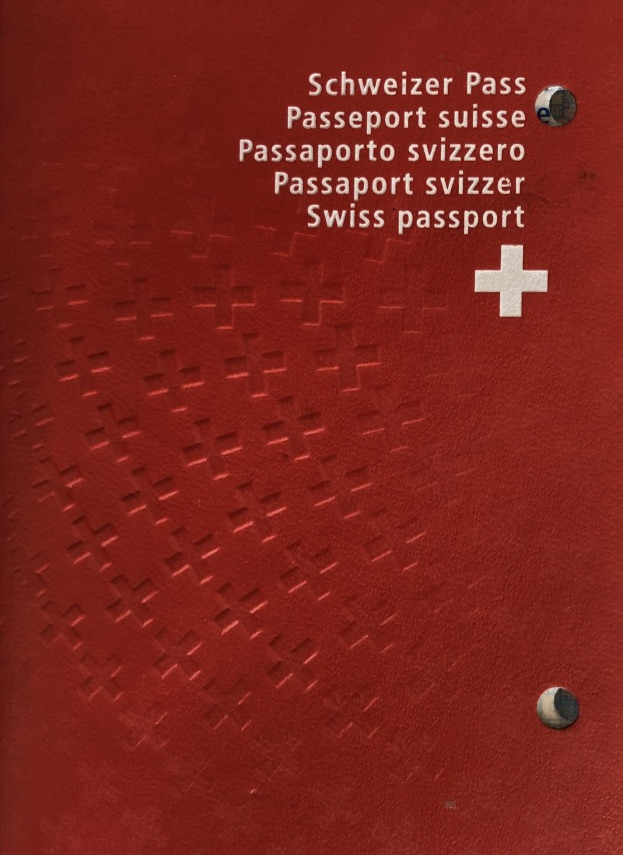
Pass 03, gelocht bzw. ungültig
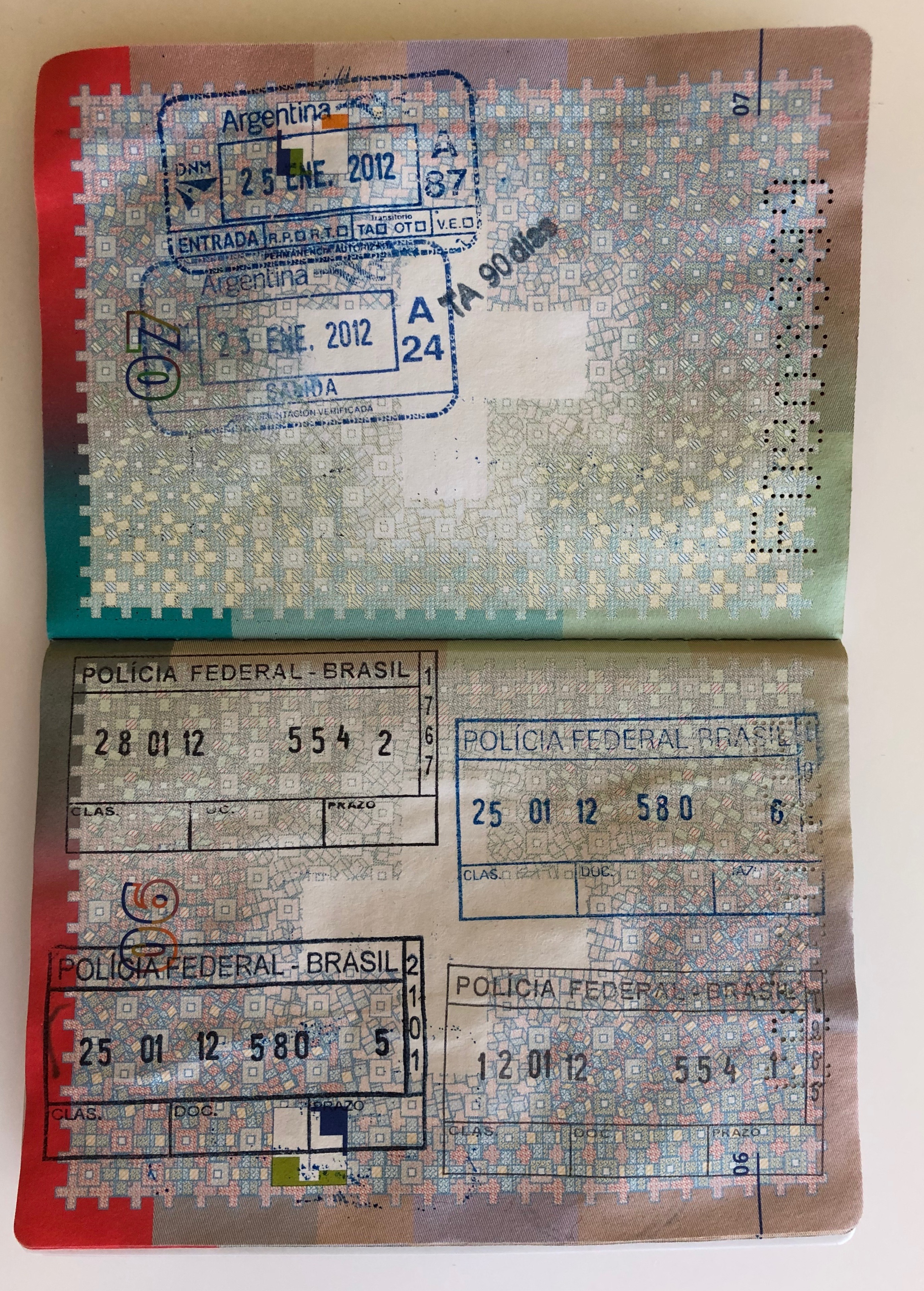
Pass 03, Innenseite

### Pass 85
Der 1985 eingeführte Pass enthält keine maschinenlesbare Infokarte. Auf dem mittelroten vorderen Umschlag ist in der Mitte ein grosses Schweizerkreuz und in dessen oberen rechten Ecke senkrecht «Schweizer Pass» in fünf Sprachen geschrieben. Die Sicherheitsmerkmale sind UV-reagierendes Papier, Wasserzeichen mit Seitennummer und Schweizerkreuz, Guillochen mit wechselnder Farbe, Durchsichtregister und Druckelemente mit Kippeffekt auf der inneren Umschlagseite. Das Foto wurde eingeklebt und mit zwei Reliefstempeln versehen. Auch ein Schwarzweissbild galt als gültiges Foto. Wie bei den älteren Pässen enthält die Personenbeschreibung Haar- und Augenfarbe.

### Pass 59
Der 1959 eingeführte Pass besitzt einen dunkelroten Umschlag mit einem Schweizer Wappen auf der linken Seite, rechts davon sind auf drei Zeilen die Worte «Passeport Suisse», «Schweizerpass» und «Passaporto Svizzero» aufgeführt. Die Innenseiten sind viersprachig: Französisch, Deutsch, Italienisch – die damaligen drei Amtssprachen – und Englisch. Sicherheitsmerkmale sind Wasserzeichen und Guillochen.

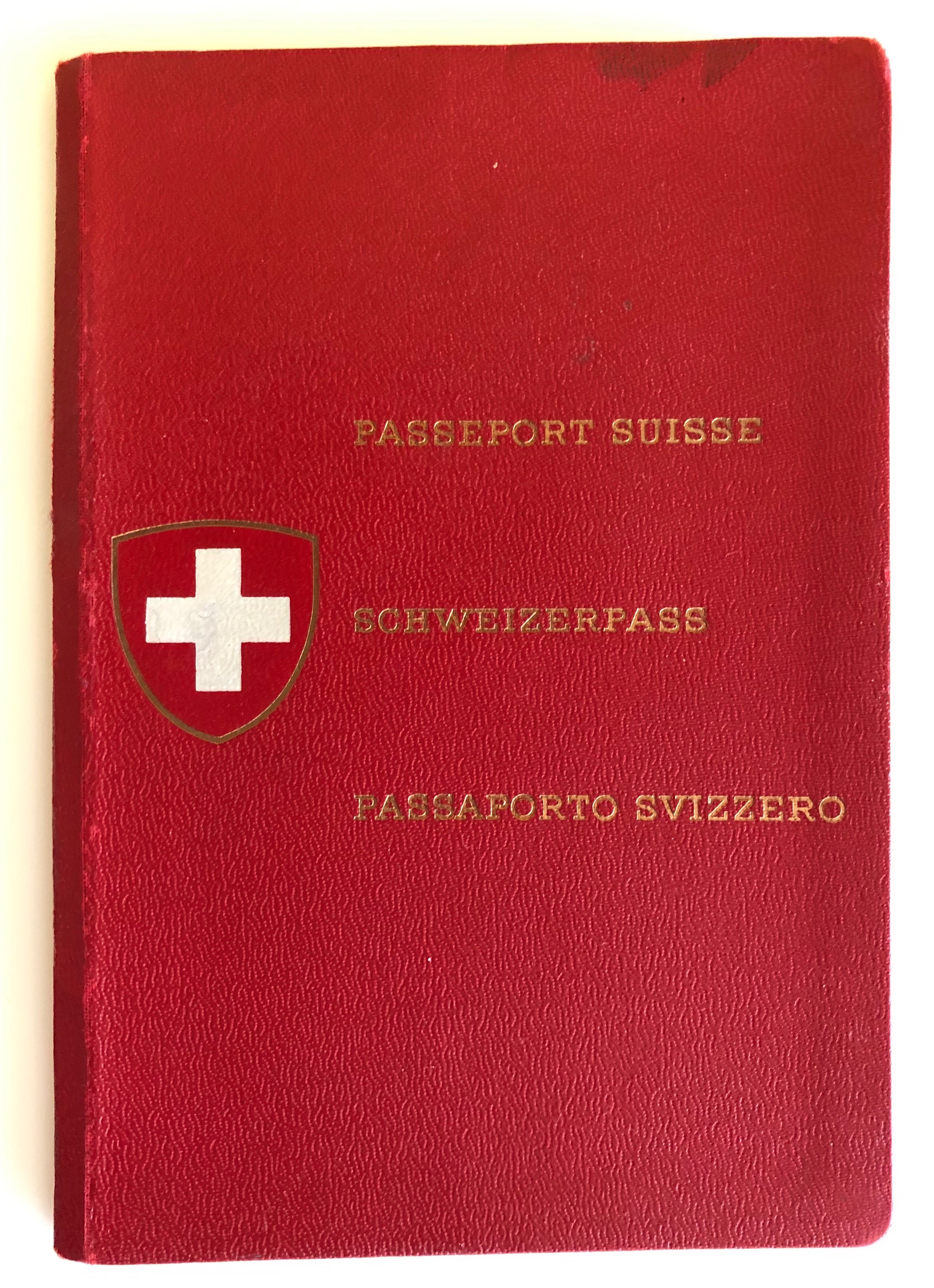
Pass 59
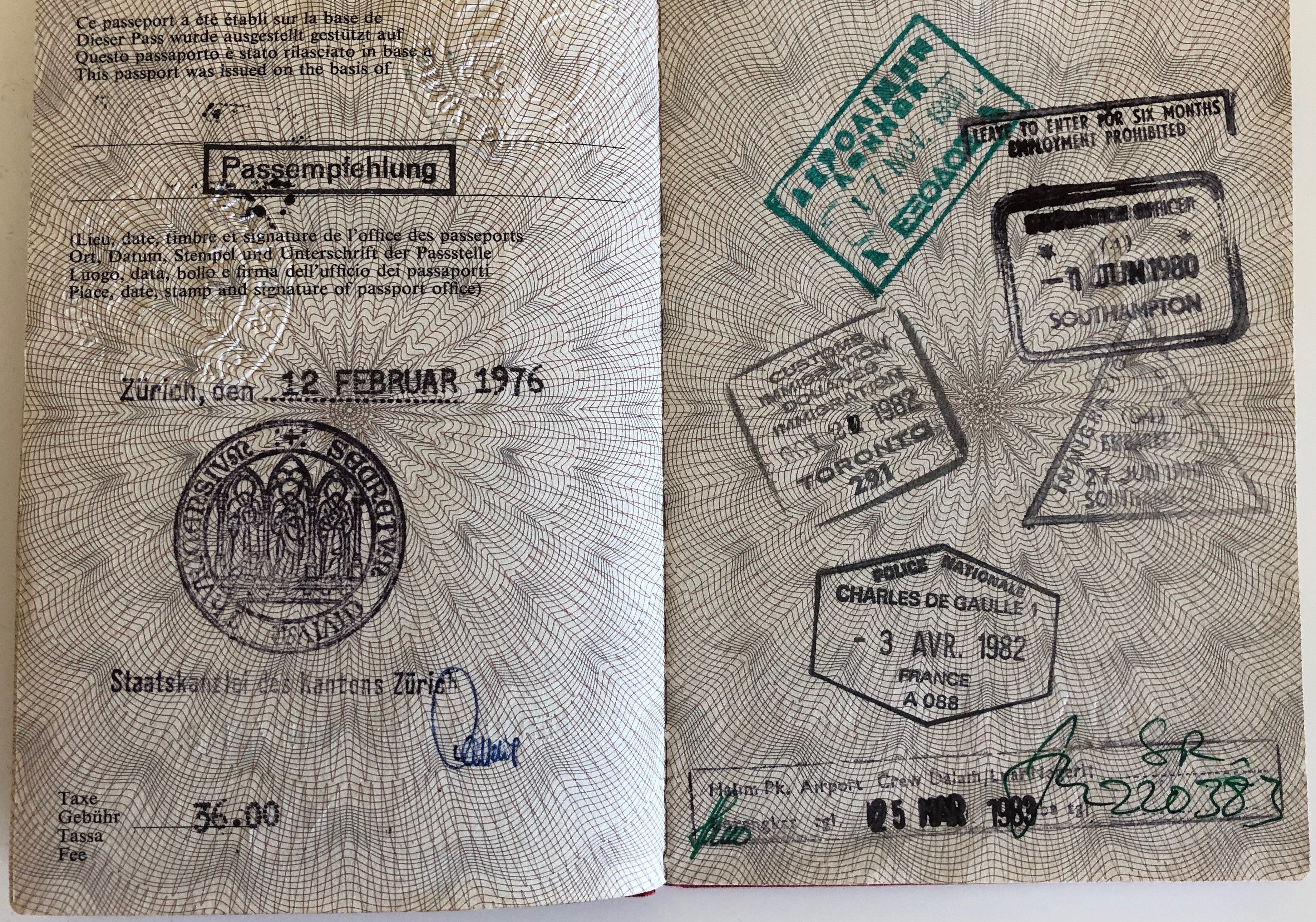
Pass 59, Innenseite

### Pässe von 1915 und 1932
Die Pässe von 1915 und 1932 enthalten keine Sicherheitsmerkmale. Der Pass von 1915 wurde sogar noch handschriftlich erstellt und bei beiden Pässen fehlt die rätoromanische Beschreibung. Das Foto im Pass 1915 hatte zudem noch keine Begrenzung und durfte über die Markierung der Seitenränder hinausreichen.

## Visumfreie und visumpflichtige Länder
Für die meisten Länder in Europa, beinahe alle in Nord- und Südamerika sowie viele andere Länder besteht keine Visumpflicht.
Visumfrei können Schweizer Bürger in 190 Länder reisen, mit Visum in 36 (Stand: Anfang 2024). Einzelheiten sind in der Grafik aufgeführt.

Länder und Gebiete mit Visumpflicht bzw. visumfrei für Schweizerbürger
Freizügigkeit
Visafreier Zugang/eTA/ESTA/eVisitor
Visa bei Einreise
Elektronische Visa
Visaerteilung Online oder bei Einreise
Visa benötigt